# Wessex Tales

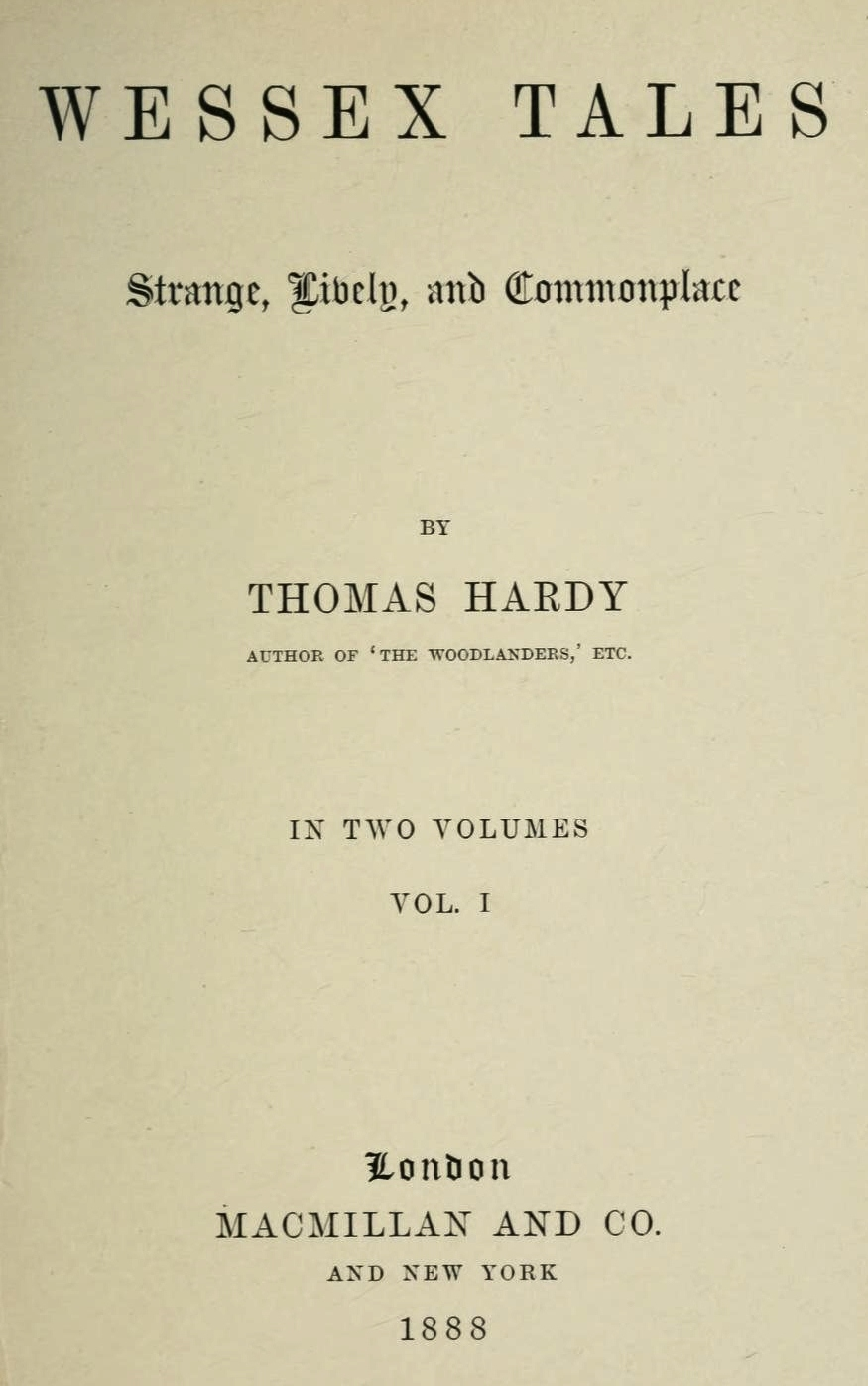
Titelpagina, 1888

Wessex Tales is de eerste bundel korte verhalen van de Engelse schrijver Thomas Hardy.
Het wordt algemeen beschouwd als te zijn verschenen in 1888, maar de verzameling kwam pas onder deze titel uit in 1912. De editie uit 1888 omvatte vijf verhalen, in 1896 voegde Hardy een zesde verhaal toe. Bij de voorbereiding van de uitgave van 1912 verwijderde hij een verhaal en voegde er twee toe. Deze versie telt zeven verhalen, geschreven in een periode van ongeveer 10 jaar. Alle verhalen waren al eerder gepubliceerd in diverse tijdschriften.
De oorspronkelijke verzameling uit 1888 verscheen in twee delen onder de volledige titel Wessex Tales: Strange, Lively, and Commonplace.
Wessex Tales was het eerste werk met de term 'Wessex' in de titel, het fictieve graafschap (gebaseerd op het graafschap Dorset) dat een grote rol speelt in het werk van Hardy, met name in de grote romans The Mayor of Casterbridge, Tess of the d'Urbervilles, The Woodlanders en Jude the Obscure.
In de verhalen legt Hardy plaatselijke gewoontes, legendes en bijgeloof vast in een periode waarin grote veranderingen het dagelijks leven sterk beïnvloedden en het traditionele plattelandsleven in Dorset voorgoed zouden veranderen. In het voorwoord bij de editie van 1912 schrijft Hardy: 'However, the stories are but dreams, and not records'.
De bundel bevat de volgende verhalen:
- The Three Strangers
- A Tradition of Eighteen Hundred and Four
- The Melancholy Hussar of the German Legion
- The Withered Arm
- Fellow-Townsmen
- Interlopers at the Knap
- The Distracted Preacher